# Maomé ibne Almaruque
Maomé ibne Almaruque (em árabe: محمد بن المحروق; romaniz.: Muhammad ibn al-Mahruq) era um ministro no Emirado Nacérida de Granada. Serviu como uaquil, o superintendente das finanças do sultão, durante o reinado de Ismail I (r. 1314–1333). Permaneceu no posto na ascensão de Maomé IV, e alguns meses depois elevado ao vizir, substituindo Alboácem ibne Maçude, que morreu. Desde o final de 1326, se envolveu em uma guerra civil contra um rival político, Otomão ibne Abi Alulá. Para encerrar a guerra civil, Maomé IV ordenou que Almaruque fosse assassinado em 6 de novembro de 1328, durante seu encontro com a avó do sultão, Fátima binte Alamar.